# 백아2리항
백아2리항은 인천광역시 옹진군 덕적면 백아2리, 백아도 섬에 있는 어항이다. 옹진군에서 어촌정주어항으로 지정하여 관리하고 있다. 어항관리청은 옹진군수이다.

## 연혁
- 2006년 6월 13일 인천광역시장이 어촌어항법 제17조 규정에 의하여 지방어항 지정을 해제하였다.[1]
- 2006년 8월 27일 옹진군에서 어촌정주어항으로 지정하였다.[2]

## 어항 구역
본 항의 어항구역은 다음과 같다.
- 수역: 선착장 서쪽 해안선 기점에서 동남동쪽으로 1,150m, 북북동쪽으로 153m 서북서쪽으로 102m 지점을 순차적으로 연결하는 선내의 공유수면(217,600m2)[3]

## 어항 시설
- 선착장 142m

## 기본 계획
- 선착장 보강 1식[3]

## 정비 계획
- 선착장 보강 1식[3]

## 주요 어종
- 우럭, 광어, 농어, 바다장어, 굴